# Morten Nørtoft
Morten Aalling Nørtoft (født 5. september 2002 i Kollemorten) er en cykelrytter fra Danmark, der er på kontrakt hos ColoQuick.
I 2023 og 2024 var han en del af UCI World Tour-teamet Team Visma  |  Lease a Bikes udviklingshold Team Visma  |  Lease a Bike Development.

## Karriere
Som 10-årig mistede Morten Nørtoft lysten til at spille fodbold, og han spurgte forældrene i et helt år om han måtte begynde at cykle. I foråret 2013 begyndte Morten Nørtoft at gå til cykling på mini-holdet hos Give Cykelklub. I sommeren 2018 begyndte han på cykellinjen på efterskolen BGI akademiet. Forinden havde han lånt små 30.000 kr. af sine bedsteforældre, så han kunne købe en ny racercykel. I efteråret samme år var han den rytter hos Give Cykelklub som til dato havde nået det højeste niveau i U-17 klassen. Derfor søgte han ind på juniorholdet i Herning Cykle Klub, men her skønnede man at Nørtoft ikke var god nok til holdet på grund af manglende rutine. Derfor skiftede han fra starten af 2019 til et nyoprettet juniorhold hos Esbjerg Cykle Ring. Morten Nørtoft kørte løb for Esbjerg-holdet indtil maj 2019, hvorefter han fra juni skiftede tilbage til barndomsklubben i Give.
Efter tilbagekomsten til Give sikre Nørtoft klubbens første sejr i den danske juniorcup, Uno-X Cup, da han vandt 4. afdeling i Herning foran Joshua Gudnitz og Frederik Wandahl. Fra starten af 2020 skiftede han til talentholdet Team Mascot Workwear fra Silkeborg. Til trods for at hans 2020-sæson blev begrænset på grund af et overrevet ledbånd i en tommelfinger og coronanedlukning, blev han i september Jysk/Fynsk mester i enkeltstart. Da 2021-sæsonen begyndte var Morten Nørtoft som 1. års seniorrytter skiftet til DCU-teamet Team Herning CK Elite.

### UCI kontinentalhold

#### Riwal
Efter godt tre måneder hos Team Herning CK Elite, skrev Nørtoft i midten af april med øjeblikkelig virkning en kontrakt med det danske kontinentalhold Riwal Cycling Team. Aftalen var gældende for resten af 2021. Det var samtidig med at han var fuldtidsansat som tømrerlærling hos Finn V. Sørensen i Tørring. I august kørte Nørtoft som debutant i PostNord Danmark Rundt, hvor han efter 1. etape kørte én dag i ungdomstrøjen. Den 5. september 2021, på sin 19 års fødselsdag, vandt Morten Nørtoft sit første løb som seniorrytter, da han kom først over stregen i det danske A-løb “Kolding BC - Pierre Ejendomme Løbet”. I oktober forlængede Riwal og Nørtoft kontrakten, så den også var gældende for 2022. I april 2022 kom den anden sejr i den danske A-klasse, da Nørtoft ved Visit Vejle Løbet spurtbesejrede Rasmus Søjberg Pedersen (BHS-PL Beton Bornholm) og Dennis Lock (Team Sparekassen Danmark Aalborg). I august var Morten Nørtoft på startlisten til PostNord Danmark Rundt 2022, hvor han sluttede på en samlet 112. plads ud af 113 fuldførende ryttere. Nørtofts sidste løb i Riwal-trikoten kørte han 2. oktober 2022, da han endte på 21. pladsen i det belgiske løb Famenne Ardenne Classic.

#### Jumbo-Visma Development
Fra 2023 blev Morten Nørtoft en del af UCI World Tour-teamet Team Jumbo-Vismas udviklingshold Jumbo-Visma Development Team, da han i august 2022 underskrev en kontrakt gældende for 2023 og 2024.
Han fik debut for holdet den 1. april 2024 ved Volta NXT Classic hvor han ikke gennemførte løbet. Samme måned blev det til yderlige tre løbsdage, inden sygdom satte løb og træning på pause. Nørtoft var blevet ramt af en lymfeknude i lysken, hvilket gjorde at han ikke deltog i løb i over fire måneder. 19. august vendte han tilbage til løb, da han stod på startstregen ved Druivenkoers Overijse.

#### ColoQuick
Efter to sæsoner i Holland, skiftede han fra starten af 2025 til danske ColoQuick Cycling.

## Meritter
2018
Vinder af 1. etape ved Tour de Give Elementer
2019
Vinder af 4. afdeling af Uno-X Cup
Vinder af 1. etape ved Youth Tour
2020
Jysk/Fynsk mester i enkeltstart
2021
Vinder af Kolding BC - Pierre Ejendomme Løbet
 Ungdomstrøjen efter 1. etape ved Danmark Rundt
2022
 1. plads samlet ved Orlen Nations Grand Prix
Vinder af 1. etape
Vinder af Visit Vejle Løbet
3. plads samlet ved Randers Bike Week
6. plads, Ringerike Grand Prix
2024
Vinder af 1. etape ved U23 Fredsløbet (Course de la Paix)
2025
Vinder af 2. afdeling ved Bording Cup
2. plads, Fyen Rundt
3. plads, Giro Himledalen
4. plads, 4. etape af PostNord Danmark Rundt

## Privat
Morten Aalling Nørtoft er født og opvokset på en gård i Sdr. Kollemorten, og er søn af Mette Aalling Nørtoft og Jakob Nørtoft. Forældrene driver landbrug med kornproduktion. Morten har to yngre brødre, Frederik og Rasmus. Frederik kørte i 2022-sæsonen for Team Mascot Workwear, mens Rasmus var aktiv i Give Cykelklub.